# Heinrich-Hertz-Turm
Der Heinrich-Hertz-Turm ist ein 276,5 Meter hoher Fernsehturm in Hamburg-St. Pauli, der hauptsächlich der Abstrahlung von Rundfunk- und Fernsehprogrammen dient, als eines der Wahrzeichen der Stadt gilt und im Volksmund in der Vergangenheit auch als „Telemichel“ bezeichnet wurde. Der nach dem in Hamburg geborenen deutschen Physiker Heinrich Hertz benannte Fernsehturm prägt als weithin sichtbare Landmarke die Skyline der Stadt. Der von 1966 bis 1968 erbaute Fernsehturm ist der sechsthöchste Deutschlands. Architektonisch prägnant sind seine beiden getrennten Turmkörbe für das Aussichts- und Restaurantgeschoss sowie das Betriebsgeschoss für die Fernmeldetechnik. Seit 2001 ist der Turm nicht mehr für die Öffentlichkeit als Aussichtsturm nutzbar. Der Heinrich-Hertz-Turm steht unter Denkmalschutz.

## Geschichte

### Planung
Bis in die 1960er Jahre war der Bunker am Heiligengeistfeld Hamburgs Knoten- und Schwerpunkt des Fernmeldeverkehrs. Die zunehmende Zahl an Antennen konnte das Bauwerk jedoch nicht mehr aufnehmen. Mit der wachsenden Zahl an Hochhäusern entsprach der Standort auch nicht mehr den Anforderungen, die sich durch die geradlinige Ausbreitung der Richtfunkwellen ergeben. Die Deutsche Bundespost, die für die Ausstrahlung des zweiten und dritten Fernsehprogramms zu sorgen hatte, entschied sich Anfang der 1960er Jahre aus diesem Grund, in Hamburg einen leistungsfähigen Fernmeldeturm errichten zu lassen. Zu diesem Zweck wurde ein Architekturwettbewerb ins Leben gerufen, in dessen Endrunde sieben Projektentwürfe gegeneinander konkurrierten. Der Wunsch, den Fernmeldeturm mit einem Restaurant und einer öffentlichen Aussichtsplattform auszustatten, wurde von der Stadtplanung geäußert. Obwohl sich zu Beginn der Planungen 1962 die Hamburger Architektenschaften gegen die „langweilige Betonröhre von Leonhardt“ aussprach, siegte Fritz Trautweins Entwurf, der auf dieses Prinzip zurückgriff. Letztlich überzeugte Trautweins Vorschlag vor allem, weil er kostengünstiger als die Gegenentwürfe war.

### Bau
Mit dem Bau des Hamburger Fernsehturms wurde im April 1965 begonnen. Die Grundsteinlegung fand am 25. Mai durch den damaligen Bundespostminister Richard Stücklen statt.
Die Fundamentgrube des Fernsehturm wurde auf mergelhaltigem Boden ausgehoben. Das Ringfundament wurde in Spannbeton ausgeführt und weist trotz des Untergrunds eine Bodenpressung von 7 kg/cm² auf. Die gesamte Bauausführung erfolgte durch Wayss & Freytag. Für die Gestaltung, Konstruktion und Organisation zeichnet die Gruppe Fritz Trautwein und Rafael Behn aus Hamburg sowie Fritz Leonhardt aus Stuttgart verantwortlich. Statik und Konstruktion wurde durch das Stuttgarter Büro Leonhardt und Andrä ausgeführt.
Der Turmschaft wurde in Kletterschalung hergestellt. Dazu verwendete man 2,5 Meter hohe und 50 Zentimeter breite Stahlblechtafeln. Um eine möglichst hohe Festigkeit zu erzielen wurde für den Schaft die hochwertige Betonsorte B450 verwendet. Für den Bereich zwischen 117,50 Meter und 160 Meter Höhe wurde sogar B600 verwendet. Für die lotrechte Bewehrung wurden 12 Meter lange und 28 Millimeter dicke Stahlstäbe verwendet. Für den unteren Schaftbereich wurden drei Bühnen zum Einschalen, Bewehren, Betonieren und Ausschalen aufgestellt. Unterhalb dieses Gerüstes befanden sich zwei Arbeitsbühnen zum Ein- und Ausbau der Aussteifung des Aufzugsschachtes gegen den Schaft angehängt. Bis 135 Meter Höhe wurden die Betonierarbeiten auf drei voneinander unabhängigen Gerüstgruppen ausgeführt. Wenn der 2,5 Meter hohe Betoniervorgang abgeschlossen war, wurde mittels elektrischer Winden die 100 Tonnen schwere Gerüstkonstruktion entsprechend angehoben. Der Aufzugschacht diente als Standsäule der Gerüste und des Kletterkrans. Während der größten Arbeitsleistungen waren auf den 13 Arbeitsbühnen jeweils 40 Arbeiter in Tag- und Nachtschichten beschäftigt. Jeder Betonierabschnitt erforderte 41 Arbeitsschritte am Gerüst und 109 bei der Schaftherstellung. Mit dem geringer werdenden Schaftdurchmesser wurden die Arbeiten einfacher, so dass ab einer Höhe von 135 Meter ein leichterer Gerüstkopf von 60 Tonnen durch vier hydraulische Winden um die entsprechende Arbeitshöhe angehoben werden konnte.
Die beiden Turmkörbe entstanden in sogenannten Kegelschalenkonstruktionen, was besonders große Durchmesser erlaubt. Die untere flach geneigte Kegelschale bildet mit der waagerechten Geschossdecke, die wegen ihrer großen Spannweite als Plattenbalkenkonstruktion ausgeführt wurde, ein dreieckiges Hohlkastenprofil. Die Schale wurde am Turmschaft mit einer flachen, nur drei Zentimeter tiefen Nut gelenkig gelagert. Am äußeren Zusammenschluss von Schale und Decke verlaufen ringförmig vorgespannte Spannglieder, so dass das Tragwerk weitgehend unter Druck steht und Risse vermieden werden. Die Dächer der Turmkanzeln bestehen ebenfalls aus Schalentragwerken. Die nach unten hängende Schale wird am Schaft mit einer fünf Zentimeter tiefen Nut horizontal beweglich gelagert, damit bei Temperaturunterschieden in der Dachschale keine zusätzlichen Spannungen entstehen. Die Lager sind mit Flachstahlringen gegen Abscheren gesichert.

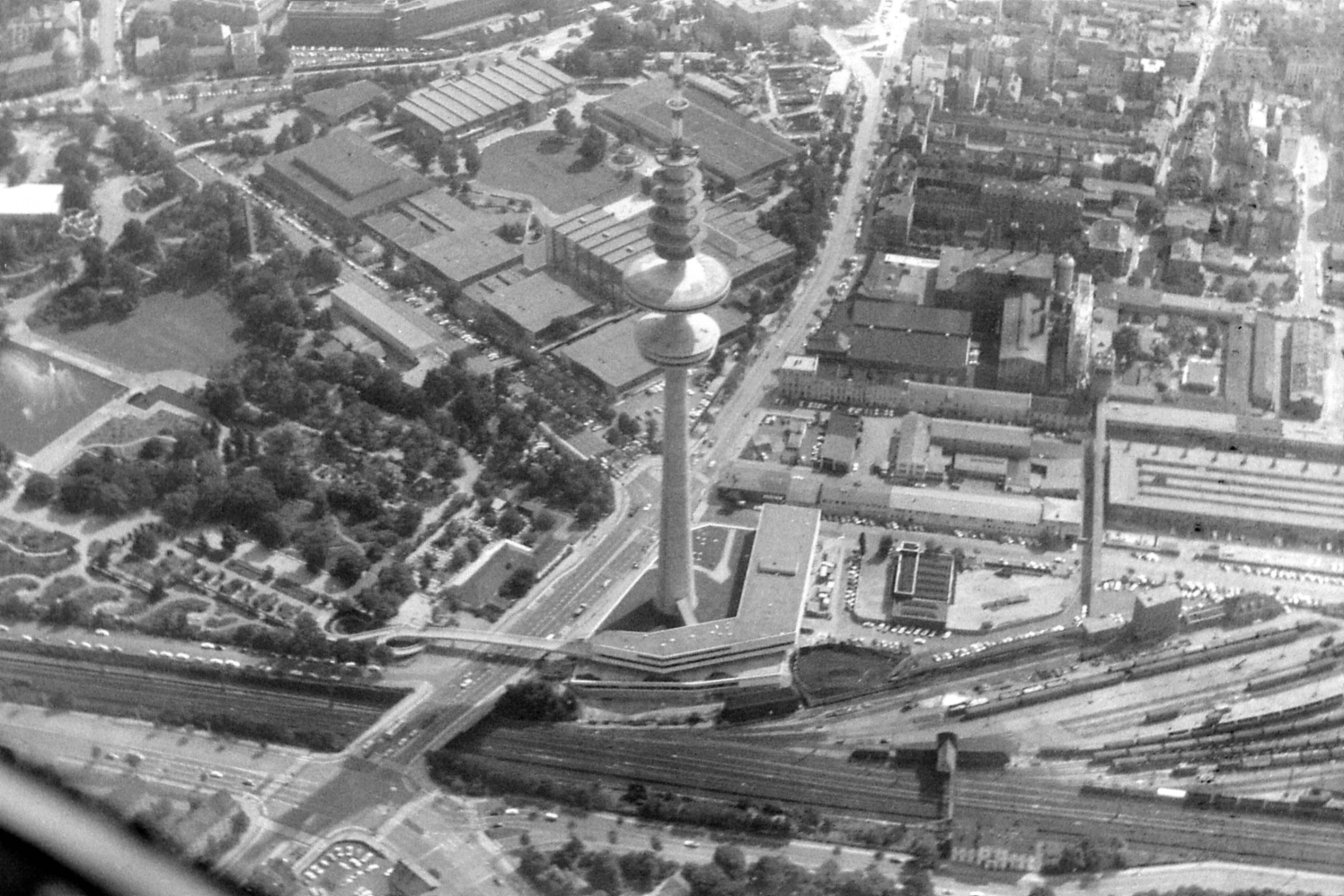
Luftbild des Heinrich-Hertz-Turms 1968

Um die unteren Kegelschalen der Turmkanzeln einzurüsten, wurde am Boden ein Stahlgerüst vormontiert, das mit Hilfe von drei Seilwinden am 3. August 1966 auf 150 Meter Höhe gehievt wurde. Der in der Höhe geringere Schaftdurchmesser musste durch entsprechende Klappträger ausgeglichen werden. Das insgesamt rund 140 Tonnen schwere Gerüst wurde an 48 äußeren und 24 inneren Haltestangen aufgehängt. Nachdem die Schalung und Bewehrung fertiggestellt wurden, goss man rund 440 Kubikmeter Beton abschnittsweise in jeweils gegenüberliegende Segmente. Nach der Herstellung der horizontalen Decke und dem Abbinden des Betons wurde die untere Kegelschale vorgespannt und die Haltestangen gelöst. Das Gerüst konnte dann auf 127 Meter abgesenkt werden, um den Vorgang für die untere Kegelschale der darunter liegenden Restaurantkanzel zu wiederholen. Zeitgleich wurde die Decke der Fernmeldebetriebskanzel betoniert und die obere Schale hergestellt. Am 23. Juni 1967 konnte das Richtfest begangen werden.
Die Gesamtkosten werden mit 57,2 Mio. Mark angegeben. Davon trug die Deutsche Bundespost für den Hochbau rund 20 Mio. Mark und die Restaurantgesellschaft 11,7 Mio. Mark. Der Wert der fernmeldetechnischen Einrichtungen inklusive des Aufbaus am Fernmeldeturm werden mit 25,5 Mio. Mark beziffert.

### Ab Eröffnung bis 2010

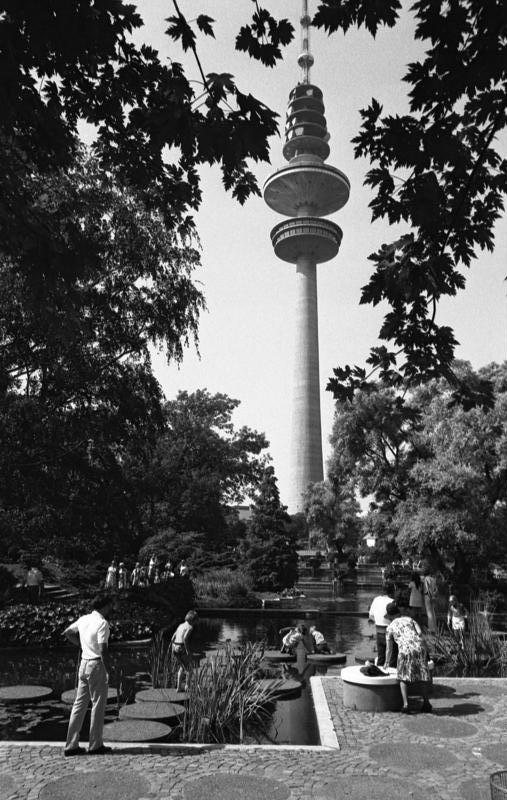
Heinrich-Hertz-Turm 1973 während der IGA

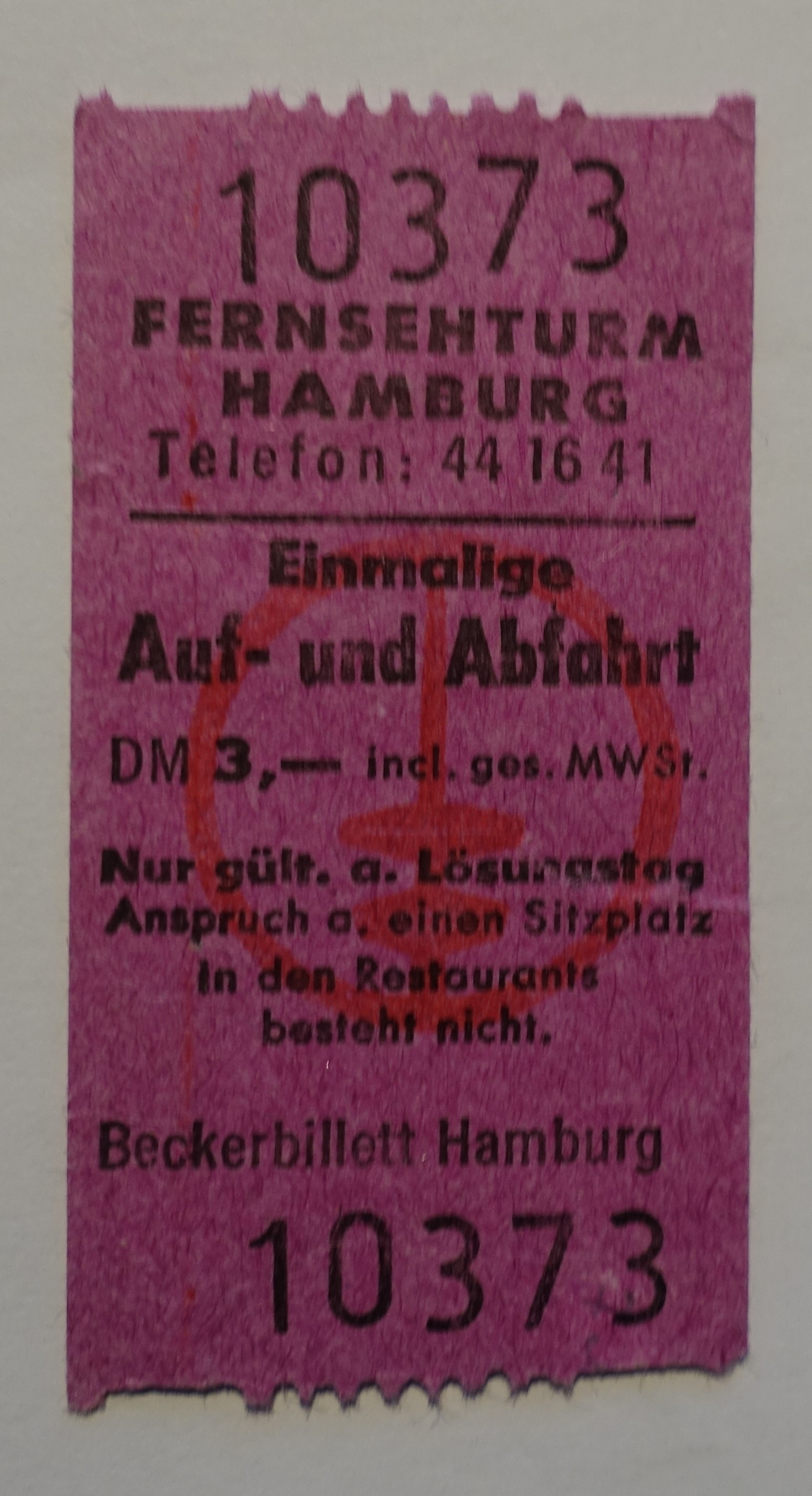
Fahrkarte für die einmalige Auf- und Abfahrt

Für Besucher wurde der Turm bereits am 12. April 1968 freigegeben. Die offizielle Eröffnung folgte am 1. Mai 1968. Mit einer Gesamthöhe von 271,50 Metern war er bei seiner Eröffnung nach dem Münchener Olympiaturm der zweithöchste der Bundesrepublik Deutschland. Mit dem Einbau der fernmeldetechnischen Einrichtungen begann man am 25. Juli 1968.
Anfang der 1980er Jahre wurde die Betonoberfläche des Hamburger Fernsehturms mit einem weißen Schutzanstrich versehen, da aufgrund der Abgase des Hamburger Hafens das Material über die Jahrzehnte in Mitleidenschaft gezogen worden ist.
Die Gastronomie- und Aussichtsplattform ist seit dem 1. Januar 2001 geschlossen. Nachdem der Turm wegen Asbestbelastung saniert werden musste, konnte die Eigentümerin – die Deutsche Funkturm (DFMG), eine Tochtergesellschaft der Deutschen Telekom mit Sitz in Münster – keinen neuen Mieter für die Räumlichkeiten finden. Nachdem sich im Winter 2004/05 erste Betonteile aus 160 Meter Höhe lösten, wurde mithilfe zweier motorgetriebener Gerüste seit dem Herbst 2005 aufwändig von außen saniert. Zeitgleich bekam das Stahlgitterteil nach Sandstrahlen und Grundieren einen neuen rotweißen Anstrich.
Nach vier Jahren Leerstand verloren die Räume aufgrund der Modernisierungsmaßnahmen Anfang 2005 auch den Bestandsschutz, sodass die ehemals öffentlich zugänglichen Bereiche des Turms vor einer Wiedereröffnung zuerst an die seit dem Bau 1968 verschärften Rettungsweg-Bestimmungen für geschätzte zehn Mio. Euro angepasst werden müssten – die als Rettungsweg dienende Treppe z. B. müsste von derzeit 80 auf 125 cm Breite ausgebaut werden. Weitere ca. fünf Mio. Euro sind für den übrigen Ausbau zu veranschlagen. Der Bezirksamtsleiter von Hamburg-Mitte sucht seit 2010 nach Sponsoren für eine neue Nutzung; ein Verkauf der Namensrechte am Turm wird dabei nicht ausgeschlossen. Nach der Sanierung befinden sich die Räume laut Betreiber im „Rohbau-Zustand“.

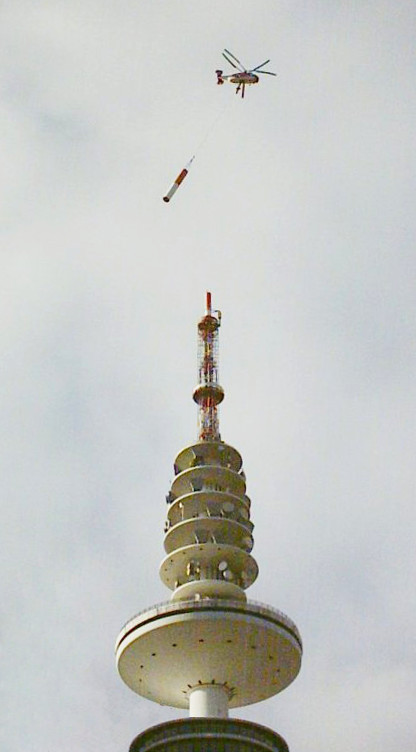
Antennenwechsel 2004

Bis Ende 2001 betrieb das Event-Unternehmen Jochen Schweizer dort eine ortsfeste Bungee-Jumping-Station, die wiedereröffnet werden sollte, falls der Zugang wieder möglich wird. Jedoch gestattet nach einem tödlichen Unfall im Jahre 2003 am Florianturm in Dortmund die Deutsche Funkturm GmbH kein Bungee-Jumping mehr an ihren Türmen.
Im Zuge der Erweiterung der Messe Hamburg wurde 2004 der Eingangsbereich und das Betriebsgebäude, die am Fuß des Turms sich befanden, sowie die Fußgängerbrücke über die Karolinenstraße/Messeplatz und die vom Eingang Planten un Blomen herführte, abgerissen. Der Besucherzugang zum Turm führte bis dahin über die Brücke und dem Gebäude. Der Turmfuß war komplett umbaut.
Am 8. November 2004 wurden die meisten Analog-TV-Sender im Bereich Hamburg/Lübeck abgeschaltet und die TV-Ausstrahlung auf digitale Übertragung umgestellt (DVB-T). Dazu wurden am 25. September 2004 die drei rund 3 Meter hohen und jeweils rund vier Tonnen schweren gekapselten Antennensegmente mit Hilfe des russischen Schwerlasthubschraubers Kamow Ka-32 ausgetauscht. Dazu musste der Hubschrauber insgesamt sechs Mal die Antennenteile von einem Sammelplatz auf die Spitze transportieren. Die gesamte Aktion dauerte rund sieben Stunden. Der Turm ist seither knapp acht Meter höher. Bis zum 1. März 2005 wurden noch einige öffentlich-rechtliche Programme parallel analog abgestrahlt, dann wurden auch diese restlichen Analogsender abgeschaltet. Seitdem werden Fernsehprogramme im Hamburger Bereich ausschließlich digital abgestrahlt.
Anfang März 2007 wurde in Zusammenarbeit mit der Eishockey-Mannschaft Hamburg Freezers durch den Künstler Michael Batz eine spezielle Beleuchtung der Aussichtsplattform von innen eingerichtet. Ähnlich seinem Blue Goals-Projekt wurden blaue Leuchtröhren eingesetzt. Die Beleuchtung diente als Werbung für die Play-offs-Teilnahme der Freezers und lief ab dem 5. März 2007 für zwei Wochen.
Baustatiker sollen nach einem Bericht der Bild-Zeitung 2010 dem Turm eine Haltbarkeit von höchstens noch 30 Jahren zuerkannt haben; spätestens dann sei die Bausubstanz nicht mehr in der Lage, elastisch auf die Schwingungen zu reagieren. Dem haben sowohl die Telekom als auch verschiedene Architekten, einschließlich des für den Bau des Turms verantwortlichen Stuttgarter Bauingenieurs Jörg Schlaich widersprochen.

### Sanierung und Wiedereröffnung
Im Jahr 2011 kam der Heinrich-Hertz-Turm durch einen spektakulären Umbauplan des dänischen Architekten Christian Bay-Jørgensen in die Schlagzeilen. Dieser plante eine Hülle um den Turm zu bauen, der so zusätzlich als Hotel dienen sollte. Zwar stieß der Versuch, den Turm nach seiner Schließung für den Publikumsverkehr im Jahr 2001 durch entsprechende Maßnahmen wieder zu beleben, auf Zuspruch, die starke Veränderung seiner denkmalgeschützten baulichen Struktur rief jedoch auch Skepsis hervor.
Mitte 2014 fand sich um die Unternehmer Heinfried Strauch, Martin Dencker und Hartmut Witte eine Expertengruppe, bestehend aus Fachleuten für Architektur, Brandschutz, Fahrstuhltechnologie sowie Marketing, Sponsoring, Fundraising und Crowdfunding, die die Sanierung des Fernsehturms vorantrieben. Aus dieser Personenkonstellation heraus wurde 2015 die „Stiftung Fernsehturm Hamburg Aufwärts“ gegründet. Im selben Jahr wurde zusammen mit der Arbeitsgemeinschaft Architektur und Brandschutz der Bauvorbescheid für den Hamburger Fernsehturm eingeholt. Das war die Voraussetzung, um eine Machbarkeitsstudie durchführen zu können und bei einem positiven Ergebnis, Denkmalschutzgelder aus Berlin und Hamburg freizusetzen. Die Kosten des Umbaus, der unter anderem den Einbau neuer Aufzüge und eines neuen Brandschutzes vorsieht, werden auf etwa 37 Millionen Euro geschätzt. 50 % werden durch den Bund getragen, die anderen 50 % übernimmt das Land Hamburg. Eine Wiedereröffnung wäre nach damaliger Prognose frühestens 2018 möglich gewesen.
Anlässlich des 50. Jubiläums der Eröffnung kündigte der Hamburger Bürgermeister Peter Tschentscher am 4. Mai 2018 an, der Fernsehturm werde 2023 wieder der Öffentlichkeit zugänglich sein.
Anfang Juni 2020 wurde bekannt gegeben, dass für eine geplante Wiedereröffnung im Jahr 2023 drei neue Betreiber gefunden wurden.
Diese sind neben der Hamburg Messe und Congress GmbH selbst die Ramp106 GmbH / Online Marketing Rockstars (OMR) von Philipp Westermeyer und die Home United Management GmbH mit Geschäftsführer Tomislav Karajica. Bis zum Jahr 2023 dauert zunächst die Sanierung, welche von der Deutsche Funkturm GmbH (DFMG) als Eigentümer geleistet wird. Anschließend richten die drei Betreiber die Bewirtschaftung ein, die dann über einen Zeitraum von 20 Jahren laufen soll.
Für den Umbau werden 37 Millionen Euro jeweils zur Hälfte vom Bund und von der Stadt Hamburg bereitgestellt. Im Sommer 2022 wurden mehrfach Zweifel an der Wiedereröffnung veröffentlicht. Anfang 2024 wurde die Wiedereröffnung dann auf unbestimmte Zeit verschoben, weil immer noch kein Bauantrag gestellt worden war.

## Beschreibung

### Umgebung und Standort

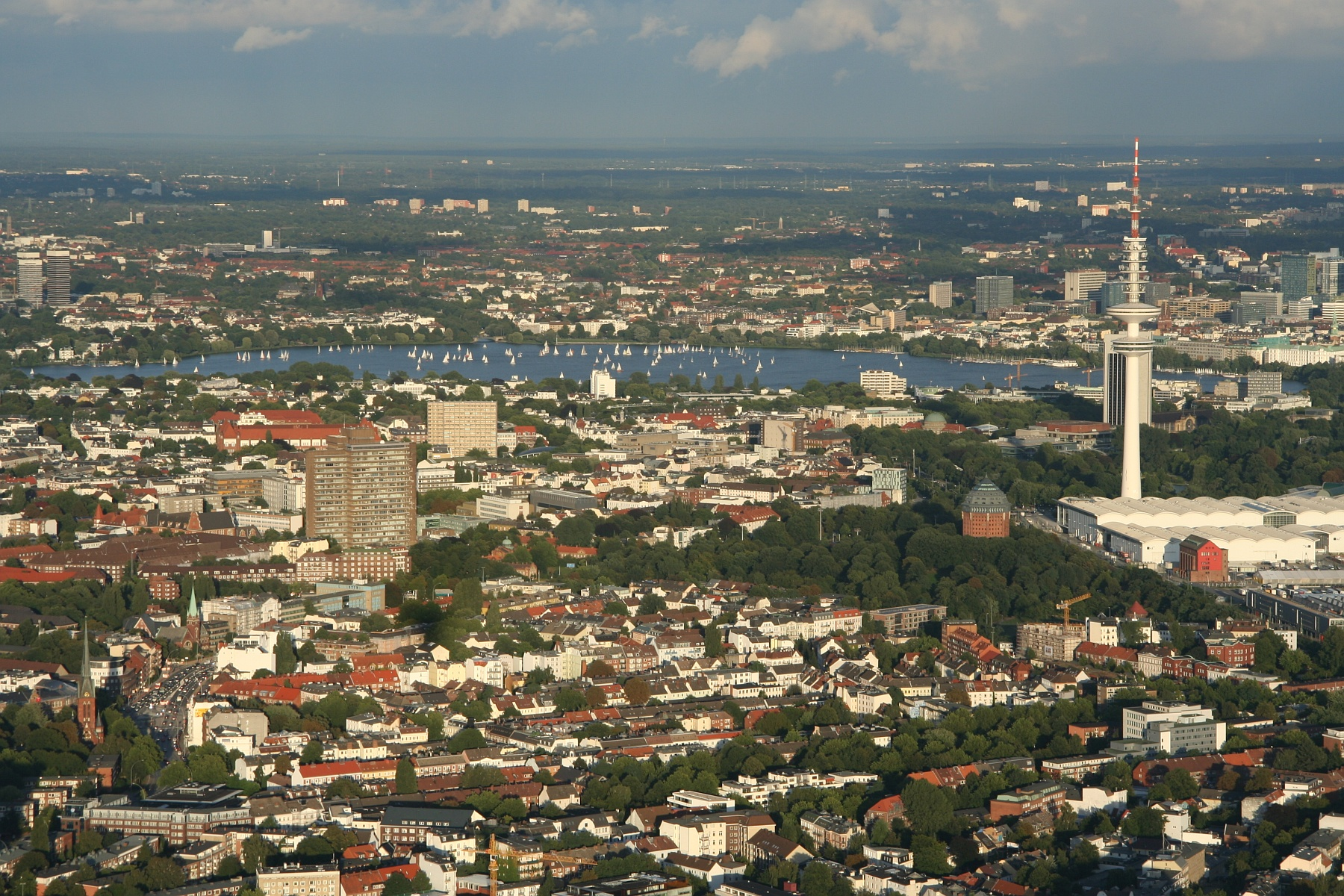
Einbettung des Heinrich-Hertz-Turms ins Hamburger Stadtbild, im Hintergrund die Außenalster

Der Hamburger Fernsehturm steht auf 23,5 m ü. NHN Höhe westlich der Außenalster gegenüber dem Park Planten un Blomen vor den neuen Hallen der Hamburg Messe an der Rentzelstraßenbrücke über die Verbindungsbahn. Zum Rund 8000 Quadratmeter großen Grundstück gehörten neben dem Turm noch ein elf Meter hohes Betriebsgebäude, eine 125 Stellplätze fassende Garage, eine Küche und ein Eingangsgebäude. Das an der Westseite des Areals stehende Gebäude beherbergte zudem die Stromversorgungs- und Kühlanlagen sowie einige Betriebsstellen. Die Eingangshalle war über eine Brücke mit dem Park verbunden. Inzwischen wurde dieser Teil des Geländes abgerissen und ist nun ein Teil des Hamburger Messegeländes und der Schaft des Turmes liegt inzwischen frei.
Der Standort fiel aufgrund der günstigen Lage für die optimale fernmeldetechnische Versorgung Hamburgs in der Nähe der damals auf dem Hochbunker Feldstraße am Heiligengeistfeld installierten Richtfunkanlagen und des mittlerweile aufgegebenen Fernmeldeamtes 1 in der Schlüterstraße. Die Angliederung des Turms an den Park Planten un Blomen erfolgte als sinnvolle Ergänzung zum Naherholungsgebiet und zur wirtschaftlichen Nutzung des Aussichtsturms.
Der Standort des Heinrich-Hertz-Turms ist auch aus architektonischer Sicht günstig gewählt. Er wird aufgrund der niedrigen Bebauung in der Umgebung von praktisch allen auf ihn zuführenden Straßen aus der Nähe sehr gut wahrgenommen. Auch die Wahrnehmung im ferneren Stadtgebiet Hamburgs ist überdurchschnittlich gut. Von insgesamt 22 Standorten auf größeren Straßen in einer Entfernung von drei Kilometern ist der Turm gleichmäßig und intensiv sichtbar. Damit gehört der Fernsehturm in Hamburg aufgrund seines Standorts zu den am besten sichtbaren Landmarken der Stadt.

### Fundament und Schaft

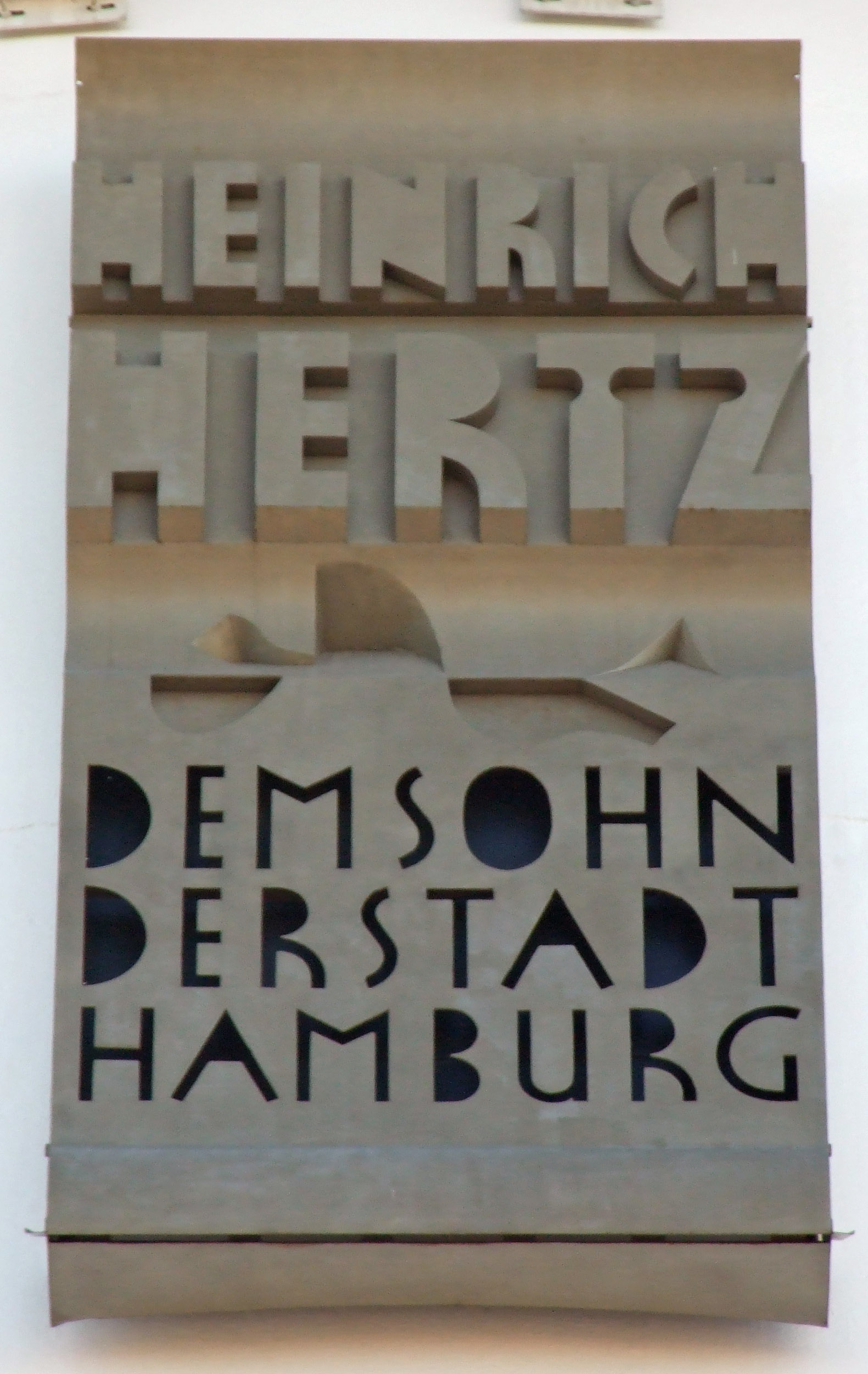
Plakette am Turmschaft

Der Hamburger Heinrich-Hertz-Turm ist auf einem Ringfundament mit 41 Meter Durchmesser gegründet. Der Ring ist 8 Meter breit und 3,10 Meter hoch und weist eine Ringzugkraft von rund 40 kN auf. Die Fundamentschale in Form eines Kegelstumpfs befindet sich unterirdisch und wurde aus Beton B450 gegossen. Der Ring ist mit 40 Bündeln zu je zwölf Stahldrähten vorgespannt, wovon jeder 12,2 Millimeter Durchmesser hat. Der Untergrund besteht aus Fein- und Mittelsanden sowie Geschiebemergel. Die maximale Setzung beträgt 8 Zentimeter.
Der Turm hat eine Gesamthöhe einschließlich des Antennenmasts von 276,5 Meter, wovon 204 Meter in bewehrtem Beton ausgeführt wurden. Der Betonschaft wurde in 33 Geschosse eingeteilt, wovon sich drei im unterirdischen Fundamentkegel befinden. Der Schaft verjüngt sich im Durchmesser vom 16,5 Metern am Fuß bis zu 6 Meter an seinem Ende. Die Wanddicke nimmt von 90 Zentimetern am Fuß ab auf 30 Zentimeter am Schaftende. Der Schaft wurde aus Beton B450 gegossen, mit Ausnahme des Abschnittes, an dem die beiden Kanzeln zwischen 117,50 Meter und 160 Meter Höhe angebracht sind. Dort wurde der Schaft aus Beton B600 gefertigt. Dem Betonschaft ist ein 72,5 Meter hoher Antennenträger aufgesetzt.
Im Kern des Schafts befindet sich der Aufzugschacht, der zwei Personenaufzüge für je 18 Personen aufnimmt. Diese weisen eine Fördergeschwindigkeit von 6 m/s auf und übernahmen den Publikumsverkehr zur Restaurantkanzel. Darüber hinaus gibt es einen kleineren Betriebsaufzug für acht Personen bzw. 600 Kilogramm Tragkraft mit einer Fördergeschwindigkeit von 3 m/s. Eine Nottreppe mit 1100 Stufen aus Stahl verbindet den Keller des Bauwerks mit der Dachplattform.
Am Turmschaft ist eine Metallplakette mit den Worten Heinrich Hertz – Dem Sohn der Stadt Hamburg in Versalien angebracht.

### Turmkörbe

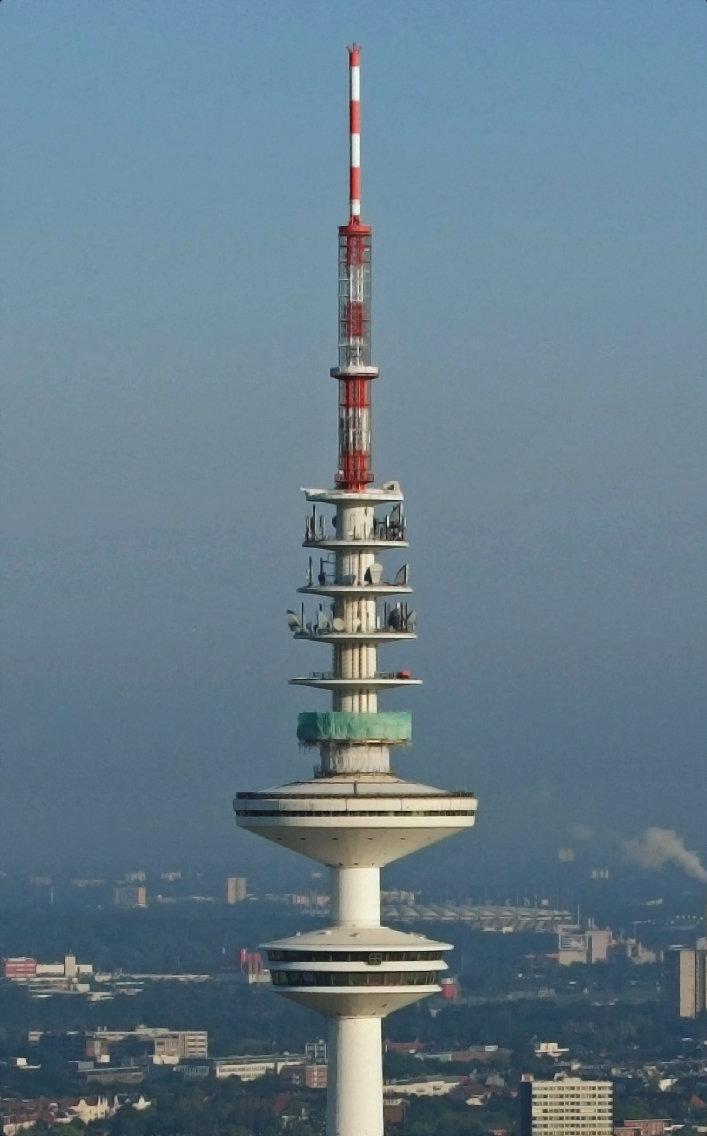
Turmkörbe und Antennenträger des Heinrich-Hertz-Turmes

Die markantesten Baukörper sind die zwei getrennten Turmkörbe. Die untere sogenannte Restaurantkanzel erstreckt sich über drei Geschosshöhen. Die 12. Etage ist ein Technikraum. Das 13. Geschoss auf 123,80 Meter Höhe beherbergte die Aussichtsplattform, im 14. Geschoss auf 127,05 Meter war das Drehrestaurant untergebracht. Im Gegensatz zu den meisten anderen Ringscheiben, die sich auf Rädern drehen, bewegt sich die Scheibe im Hamburger Drehrestaurant auf Gleitschienen. Die Gesamthöhe dieser Kanzel beträgt am Schaft 14,35 Meter und weist eine Masse von rund 2500 Tonnen sowie eine Verkehrslast von 800 Tonnen auf. Ihr maximaler Durchmesser ist 32,16 Meter. Die untere Kegelschale besteht aus bewehrtem Beton und wurde gelenkig gelagert. Die Brüstungen und Stürze der Außenwände bestehen aus Betonfertigteilen. Die isolierverglasten Fenster sind in Stahlfachwerkprofilen mit Alu-Hochprofilrahmen eingelassen. Die Innenwände sind als ausgefachtes Stahlfachwerk umgesetzt. Während die Wirtschaftsräume mit Steinfliesen ausgelegt sind, weisen die Flure im Restaurantgeschoss Kunststein auf. Der Publikumsbereich hat einen Wollteppichbelag.
Oberhalb der Restaurantkanzel befindet sich auf 150,1 Meter die diskusförmige Betriebskanzel. Ihr Durchmesser misst 38,80 Meter und ist am Schaft 15,35 Meter hoch. Sie hat eine Masse von rund 3200 Tonnen bei einer Nutzlast von rund 950 Tonnen. Ebenso wie die Aussichtskanzel ist die Betriebskanzel aus Beton B450 gegossen. Die Kanzel besteht ebenfalls aus drei Stockwerken. Das untere Klimageschoss in der unteren Kegelschale und das obere Rangiergeschoss unterhalb der Dachschale sind fensterlos. Lediglich die Betriebsetage ist nach außen als solche durch ein schmales Fensterband wahrnehmbar.

### Antennenplattformen und Mastträger
Über der Betriebskanzel setzt sich der Turmschaft weiter fort, aus dem insgesamt sechs Plattformen mit unterschiedlichen Durchmesser auskragen. Die unterste, sogenannte Reportageplattform, misst 16,50 Meter im Durchmesser. Diese ist für kurzfristige, aus aktuellem Anlass, z. B. Sportveranstaltungen, benötigte Richtfunkstrecken vorgesehen. Die darüber gelegenen vier Antennenplattformen für Richtfunkantennen werden zunächst breiter und dann schmaler. Sie weisen jeweils einen Durchmesser von 22 Meter, 20,50 Meter, 19 Meter und 17,50 Meter auf. Die oberste, sogenannte Dachplattform, hat einen Durchmesser von 16 Meter und bildet mit dem 33. Stockwerk den Abschluss des Betonschaftes. Die Dicke der vorgefertigten Kegelschalen variiert zwischen 15 und 25 Zentimeter. Die Auflagerung erfolgte durch Versatz am Turmschaft. Die Dachplattform beherbergt ein schienengebundenes Hebezeug zur Montage der Antennen. Der Kran verfügt über einen zweifach drehbaren Teleskopausleger und hat eine Nutzlast von zwei Tonnen. Die maximale Ausladung beträgt 25 Meter, seine Hubgeschwindigkeit 30 m/min. Eine Gegenzugwinde mit 500 Kilogramm befindet sich im Betriebsgeschoss des Turms.
Auf dem 204 Meter hohen Stahlbetonturm war ursprünglich ein 67,5 Meter hoher Antennenmast aufgesetzt. Dieser sechsstielige Gittermast bestand aus geschweißten Stahlrohren. An ihm befanden sich die Antennenfelder für den Funkrufdienst, den öffentlich-mobilen Landfunkdienst sowie im oberen Teil die Antennen für die Ausstrahlung des 2. und 3. Fernsehprogramms. Der rot-weiß lackierte Mast war in drei sich verjüngende Abschnitte unterteilt, zwischen denen sich kleineren Plattformen befanden. Durch den Wechsel der Antennenspitze im Jahr 2004 wuchs das Bauwerk um rund acht Meter; der ursprüngliche Stahlgittermast blieb allerdings nahezu unverändert. Der Antennenträger wurde ebenso wie der Teleskop-Kran und die Drehplattform für das Turmrestaurant von der Friedrich Krupp AG gebaut und montiert.

### Sicherheitseinrichtungen und Technik
Zur Sicherheitseinrichtung des Fernsehturms gehört neben einer Störmeldeanlage eine Feuermelde-, eine Gebäudeschutz- und eine Türüberwachungsanlage. Die Meldungen laufen im Betriebsgebäude zusammen und werden optisch und akustisch angezeigt.
Um das Bauwerk mit Leitungs- und Löschwasser versorgen zu können, wurde eine Druckerhöhungsanlage installiert, aus der bis zu 600 Liter Wasser pro Minute mit einem Druck von knapp 400 Kilopascal entnommen werden kann. Zusätzlich sorgt im Brandfall ein Zuluftventilator im Turmschaft dafür, dass bis zu 40.000 Kubikmeter Luft pro Stunde für die Rauchfreihaltung abgesaugt werden können. Die Abluft gelangt durch 16 Abzugsöffnungen ins Freie. Gleichzeitig kann diese Anlage das Restaurant mit Notluft versorgen. Alle 15 lüftungstechnischen Anlagen in den Betriebsräumen im Turm und in den Fußbauten erreichen eine Stundenleistung von 288.000 Kubikmeter Zuluft. Sämtliche Räume sind vollklimatisiert; die dafür notwendigen Kältemaschinen erreichen eine Leistung von 980 kW.
Aus Flugsicherheitgründen ist das höchste Hamburger Gebäude mit folgenden Flugwarnanlagen ausgestattet:
- 40 Hindernisfeuer, rotes Licht (je 32,5 cd), in 50, 100, 153 (Betriebskanzel), 207 (Beginn Gittermast), 250 Meter Höhe und auf der Spitze (276,5 Meter)
- 5 Gefahrenfeuer, rotes Licht (je 2000 cd), 3 in 166 (ausgerichtet in die Himmelsrichtungen 90 Grad, 210 Grad und 330 Grad) und 2 in 250 Meter Höhe, ausgerichtet auf 90 Grad und 270 Grad
- 3 Hochleistungsdrehfeuer in 207 Meter Höhe für weißes Licht (je 40 Mio. cd)
- Farbige Tageskennzeichnung des Antennenmastes (204 bis 276,5 Meter Höhe), jeweils 6 Meter breite Streifen, abwechselnd rot und weiß; beginnend und endend jeweils mit einem roten Streifen

Die Drehfeuer können sowohl vom Turm wie auch direkt vom Flughafen Hamburg überwacht und bedient werden.
Die Original-Gefahrenfeuer sind aktuell nicht in Betrieb bzw. wurden demontiert. Alternativ blinkt eine rote Gefahrenleuchte an der Spitze des Turms.
Zusätzlich gehörte über viele Jahre das nächtliche Anstrahlen des Bauwerks zum Standard. Flutstrahler auf der ehemaligen Rasenfläche rund um den Turmschaft strahlten den Turmschaft und die untere Seite der Restaurantkanzel an.
Die Unterseite des Betriebskanzel und der Turmschaft zwischen den beiden Turmkörben wurde durch einen Kranz von Flutstrahlern am unteren Teil des Turmschafts von unten nach oben angestrahlt.

### Energieversorgung
Der Fernsehturm wird mit Energie aus dem Hochspannungsnetz (6 kV) der Stromnetz Hamburg GmbH über zwei Transformatoren mit je 1600 kVA versorgt. Bei einem Netzausfall können die wichtigsten Funktionen über ein Notstromaggregat mit einer Leistung von 520 kVA aufrechterhalten werden. Die lückenlose Fernmeldeversorgung stellen drei Schwungradumformeranlagen mit Dieselantrieb und weitere Netzersatzanlagen sicher.
Die Wärmeversorgung im Turm stellt das Fernwärmenetz der Wärme Hamburg GmbH (ehemals Vattenfall) bereit. Die Anschlussleistung entspricht in etwa der von 40 Einfamilienhäusern. Die Verbraucher am Turmfuß und im Betriebsgebäude werden direkt aus dem Fernwärmenetz versorgt. Die Versorgung der Verbraucher im Fernmeldebetriebsgeschoss erfolgt über ein weiteres Netz mit Wärmetauschern und Umwälzpumpen.

## Abgestrahlte Programme
Eine der Hauptaufgaben, die Weiterleitung von Fernmeldeverbindungen über Richtfunkstrecken, wird immer mehr von Lichtwellenleitern sowie Satellitenstrecken übernommen, die direkt vom Nutzer abgehen. Trotzdem bleibt der Turm eines der wichtigsten Infrastrukturgebäude, ohne das in Hamburg der Mobilfunkverkehr, das Festnetz, Fernsehen, Polizei- und Zollfunk weitgehend lahmgelegt wären.

### Analoges Radio (UKW)
Beim Antennendiagramm sind im Falle gerichteter Strahlung die Hauptstrahlrichtungen in Grad angegeben.
| Frequenz UKW (MHz) | Programm                       | RDS PS             | RDS PI                | Regionalisierung | ERP (kW) | Antennendiagramm rund (ND)/gerichtet (D) | Polarisation horizontal (H)/vertikal (V) |
| ------------------ | ------------------------------ | ------------------ | --------------------- | ---------------- | -------- | ---------------------------------------- | ---------------------------------------- |
| 89,1               | Deutschlandfunk Kultur         | Dlf_Kult           | D220                  | -                | 0,05     | ND                                       | H                                        |
| 93,0               | Freies Sender Kombinat         | FSK_93.0           | 1054                  | -                | 0,05     | D (40°-130°, 160°-250°, 290°-10°)        | H                                        |
| 93,4               | delta radio                    | delta-HH, _delta__ | D7E9 (regional), D3E9 | Hamburg          | 2        | D (270°-290°)                            | H                                        |
| 95,0               | Hamburg Zwei                   | HH_ZWEI_           | 1451                  | -                | 0,1      | ND                                       | H                                        |
| 96,0               | TIDE 96,0 Hamburger Lokalradio | TIDE96,0 HLR_96,0  | 1056                  | -                | 0,05     | D (250°-60°, 120°-150°)                  | H                                        |
| 97,1               | Energy Hamburg                 | _ENERGY_           | 1B16                  | -                | 0,1      | ND                                       | H                                        |
| 98,1               | Klassik Radio                  | KLASSIK_           | D75B                  | -                | 0,16     | ND                                       | H                                        |
| 100,0              | R.SH                           | R.SH_HH_ __R.SH__  | D7E8 (regional), D3E8 | Hamburg          | 2        | D (270°-290°)                            | H                                        |
| 104,0              | ByteFM                         | _ByteFM_           | 105E                  |                  | 0,16     | ND                                       | H                                        |

1) Dynamisch mit Musiktitelinformationen

### Digitales Radio (DAB / DAB+)
DAB wird in vertikaler Polarisation und im Gleichwellenbetrieb mit anderen Programmen ausgestrahlt. Der DAB-Block 12C ist seit dem 1. August 2011 außer Betrieb.
| Block                        | Programme (Datendienste) | ERP (kW) | Antennen- diagramm rund (ND)/ gerichtet (D) | Gleichwellennetz (SFN) |
| ---------------------------- | --- | -------- | ------------------------------------------- | --- |
| 5C DR Deutschland (D__00188) | DAB+-Block der Media Broadcast: - Absolut relax (72 kbps) - Dlf (104 kbps) - Dlf Kultur (112 kbps) - Dlf Nova (104 kbps) - DRadio DokDeb (48 kbps) - Energy Digital (72 kbps) - ERF Plus (64 kbps) - Klassik Radio (72 kbps) - Radio Bob (72 kbps) - Radio Horeb (48 kbps) - Radio Schlagerparadies (64 kbps) - Schwarzwaldradio (64 kbps) - sunshine live (72 kbps) - DRadio Daten (32 kbps Daten) - EPG Deutschland (16 kbps Daten) - TPEG (16 kbps Daten) - TPEG_MM (16 kbps Daten)              | 10       | ND                                          | - Baden-Württemberg: Aalen, Baden-Baden (Fremersberg), Bad Mergentheim, Blauen, Brandenkopf, Donaueschingen, Feldberg im Schwarzwald, Freiburg (Vogtsburg-Totenkopf), Geislingen (Oberböhringen), Großerlach (Hohe Brach), Heidelberg (Königstuhl), Heilbronn (Schweinsberg), Hochrhein (Rickenbach), Hornisgrinde, Pforzheim (Schömberg-Langenbrand), Raichberg, Ravensburg (Höchsten), Reutlingen, Stuttgart (Frauenkopf), Ulm (Kuhberg) - Bayern: Amberg (Hirschau), Aschaffenburg (Pfaffenberg), Augsburg (Hotelturm), Bad Tölz (Gaißach), Bamberg (Geisberg), Büttelberg, Brotjacklriegel, Dillberg, Grünten, Herzogstand, Hochberg (Traunstein), Hoher Bogen, Inntal (Ebbs), Ingolstadt (Gelbelsee), Kreuzberg/Rhön, Landshut (Altdorf), München (Olympiaturm), Nennslingen (Büchelberg), Nürnberg, Oberammergau, Ochsenkopf, Passau, Pfänder, Pfaffenhofen, Pfarrkirchen, Pfronten, Regensburg (Hohe Linie), Unterringingen, Untersberg, Wendelstein (Bayrischzell), Würzburg (Frankenwarte) - Berlin: Berlin (Alexanderplatz), Berlin (Scholzplatz) - Brandenburg: Bad Belzig, Booßen, Brandenburg/Havel, Calau, Casekow, Cottbus, Eisenhüttenstadt, Petkus, Pritzwalk, Templin - Bremen: Bremen (Walle), Bremerhaven-Schiffdorf - Hamburg: Hamburg (Moorfleet), Hamburg (Heinrich-Hertz-Turm) - Hessen: Bad Hersfeld (Rimberg), Biedenkopf (Sackpfeife), Fulda (Hummelskopf), Frankfurt (Europaturm), Gelnhausen (Schnepfenkopf), Gießen (Dünsberg), Großer Feldberg, Hardberg, Hohe Wurzel, Hoher Meißner, Kassel (Habichtswald), Mainz-Kastel - Mecklenburg-Vorpommern: Garz (Rügen), Güstrow, Malchin, Neubrandenburg-Süd, Rostock (Toitenwinkel), Röbel, Schwerin (Zippendorf-Gr.Dreesch), Torgelow, Wismar/Rüggow, Züssow - Niedersachsen: Aurich-Popens, Braunschweig (Broitzem), Braunschweig (Drachenberg), Cuxhaven-Stadt, Dannenberg, Göttingen (Bovenden-Osterberg), Hannover (Telemax), Lingen, Lüneburg-Neu Wendhausen, Molbergen-Peheim, Osnabrück (Bramsche-Schleptruper Egge), Hildesheim (Sibbesse), Steinkimmen, Uelzen, Visselhövede, Wilhelmshaven - Nordrhein-Westfalen: Aachen (Karlshöhe), Bielefeld (Hünenburg), Bonn (Venusberg), Dortmund (Florianturm), Düsseldorf (Rheinturm), Eggegebirge, Herscheid, Hochsauerland (Hunau), Hürtgenwald-Großhau, Köln (Colonius), Langenberg, Lügde-Rischenau (Köterberg), Minden (Jakobsberg), Münster (Fernmeldeturm), Schöppingen, Siegen-Süd, Wesel - Rheinland-Pfalz: Bad Kreuznach (Schanzenkopf), Bad Marienberg (Westerwald), Bornberg, Daun (Eifel), Edenkoben (Kalmit), Heckenbach-Schöneberg (Ahrweiler), Idar-Oberstein, Kaiserslautern, Kettrichhof, Koblenz (Kühkopf), Trier (Petrisberg) - Saarland: Merzig-Merchingen, Saarbrücken (Schoksberg) - Sachsen: Chemnitz, Dresden, Geyer, Leipzig, Löbau, Neustadt, Oschatz, Schöneck, Zwickau Ost - Sachsen-Anhalt: Brocken, Burg, Dequede, Petersberg, Pettstädt (Weißenfels), Schneidlingen, Wittenberg - Schleswig-Holstein: Bungsberg, Flensburg, Heide, Helgoland, Hennstedt, Kiel (Kronshagen), Lübeck (Stockelsdorf), Schleswig, Niebüll (Süderlügum), Westerland (Sylt) - Thüringen: Bleßberg (Sonneberg), Erfurt-Hochheim, Gera, Inselsberg, Jena (Oßmaritz), Kulpenberg, Saalfeld (Remda), Lobenstein (Sieglitzberg), Weimar (Ettersberg) |
| 5D Antenne DE (D__00364)     | DAB-Block von Antenne Deutschland: - 80s80s (72 kbps) - 90s90s (72 kbps) - Absolut Bella (72 kbps) - Absolut Germany (72 kbps) - Absolut HOT (72 kbps) - Absolut Oldie (72 kbps) - Absolut TOP (72 kbps) - AIDAradio (72 kbps) - Ballermann Radio (72 kbps) - Beats Radio (72 kbps) - Brillux Radio (72 kbps) - Nostalgie (72 kbps) - Oldie Antenne (72 kbps) - RTL Radio (72 kbps) - Rock Antenne (72 kbps) - Toggo Radio (72 kbps)                                                                | 10       | ND                                          | - Bayern: Amberg (Hirschau), Bamberg (Geisberg), Ingolstadt (Gelbelsee), Kreuzberg/Rhön, Nürnberg, Ochsenkopf, Pfaffenhofen, Regensburg (Hohe Linie), Würzburg (Frankenwarte) - Berlin: Berlin (Alexanderplatz), Berlin (Scholzplatz) - Brandenburg: Casekow, Cottbus, Pritzwalk - Bremen: Bremen (Walle) - Hamburg: Hamburg (Heinrich-Hertz-Turm) - Mecklenburg-Vorpommern: Rostock (Toitenwinkel), Schwerin (Zippendorf-Gr.Dreesch), Züssow - Niedersachsen: Braunschweig (Broitzem), Cuxhaven-Stadt, Göttingen (Bovenden-Osterberg), Hannover (Telemax), Hildesheim (Sibbesse/Griesberg), Lüneburg-Neu Wendhausen, Molbergen-Peheim, Osnabrück (Bramsche-Schleptruper Egge), Visselhövede - Nordrhein-Westfalen: Bielefeld (Hünenburg), Minden (Jakobsberg) - Sachsen: Dresden, Geyer, Leipzig, Löbau/Schafberg, Oschatz, Schöneck - Sachsen-Anhalt: Brocken, Burg, Petersberg, Wittenberg - Schleswig-Holstein: Flensburg, Heide, Kiel (Kronshagen), Lübeck (Stockelsdorf) - Thüringen: Erfurt-Hochheim, Gera, Inselsberg, Jena (Oßmaritz), Kulpenberg, Lobenstein (Sieglitzberg), Weimar (Ettersberg) |
| 10A NDR HH (D__00240)        | DAB+-Block des Norddeutschen Rundfunks - NDR 90,3 (104 kbps) - NDR 1 SH NOR (Norderstedt) (104 kbps) - NDR 1 NDS LG (Lüneburg) (104 kbps) - NDR 2 HH (104 kbps) - NDR Kultur (104 kbps) - NDR Info HH (104 kbps) - N-Joy (104 kbps) - NDR Blue (104 kbps) - NDR Schlager (104 kbps) - NDR Info Spezial (104 kbps) - NDR BWS - NDR TPEG | 1        | ND                                          | Hamburg (Heinrich-Hertz-Turm), Hamburg (Moorfleet) |
| 10D Hamburg K10D (D__00264)  | DAB-Block der Media Broadcast: - Antenne Schlager (72 kbps) - delta radio (HH) (72 kbps) - Energy Hamburg (72 kbps) - Hamburg Zwei (72 kbps) - Kiss FM (seit 01.12.2024) - Klassik Radio (HH) (64 kbps) - lulu.fm (72 kbps) - Megaradiomix (64 kbps) - Oldie Antenne (bis 30.11.2024) - Radio 21 (HH) (72 kbps) - radio ffn (HH) (72 kbps) - Radio Hamburg (72 kbps) - Radio Paloma (72 kbps) - R.SH (HH) (72 kbps) - Rock Antenne (HH) (72 kbps) - Star*Sat Radio (64 kbps) - TRIGGER.FM (72 kbps) | 4        | ND                                          | Hamburg (Heinrich-Hertz-Turm) |
| 12C Hamburg K12C             | DAB-Block der Media Broadcast: - 89.0 RTL (72 kbps) - ahoy Radio (72 kbps) - Barba Radio (72 kbps) - bigFM (72 kbps) - ByteFM (72 kbps) - FG CHIC (72 kbps) - FSK Hamburg (Freies Sender Kombinat) (72 kbps) - Jam FM (72 kbps) - Ostseewelle (HH) (72 kbps) - Radio Bollerwagen (72 kbps) - Radio Nordseewelle (72 kbps) - Radio Paradiso (72 kbps) - Radio Teddy (72 kbps) - The Wolf Hamburg (72 kbps) - Tide (72 kbps)                                                                          |          |                                             | Hamburg (Heinrich-Hertz-Turm) |

### Fernsehen
Am 8. November 2004 wurden die meisten Analog-TV-Sender im Bereich Hamburg/Lübeck abgeschaltet und die TV-Ausstrahlung auf digitale Übertragung umgestellt (DVB-T). Dazu wurden am 25. September 2004 die drei knapp 30 Meter hohen und jeweils rund vier Tonnen schweren gekapselten Antennensegmente per Hubschrauber ausgetauscht. Der Turm ist seither fünf Zentimeter höher. Bis zum 1. März 2005 wurden noch einige öffentlich-rechtliche Programme parallel analog abgestrahlt, dann wurden auch diese restlichen Analogsender abgeschaltet. Seitdem werden Fernsehprogramme im Hamburger Bereich ausschließlich digital abgestrahlt.

### Digitales Fernsehen (DVB-T2)
Die DVB-T2-Ausstrahlungen im Gleichwellenbetrieb (Single Frequency Network) mit anderen Standorten.
| Kanal | Frequenz (MHz) | Multiplex                                   | Programme im Multiplex | ERP (kW) | Sendediagramm rund (ND)/ gerichtet (D) | Polarisation horizontal (H)/ vertikal (V) | Modulations- verfahren | FEC | Guard- intervall | Bitrate (MBit/s) | SFN |
| ----- | -------------- | ------------------------------------------- | --- | -------- | -------------------------------------- | ----------------------------------------- | ---------------------- | --- | ---------------- | ---------------- | --- |
| 23    | 490            | ARD Digital                                 | - Das Erste HD - Phoenix HD - Arte HD - Tagesschau24 HD - One HD | 50       | ND                                     | H                                         | 64-QAM (16-k-Modus)    | 1/2 | 19/128           | 18,2             | Heinrich-Hertz-Turm, Hamburg-Rahlstedt (Höltigbaum), Lübeck–Berkenthin, Lübeck–Stockelsdorf, Hamburg-Moorfleet, Wedel (Wittsmoor) |
| 27    | 522            | freenet TV                                  | - RTL HD (Hamburg/Schleswig-Holstein) - RTL Zwei HD - Super RTL HD - Vox HD - n-tv HD - Nitro HD - Tele 5 HD | 50       | ND                                     | H                                         | 64-QAM (32-k-Modus)    | 2/3 | 1/16             | 27,6             | Heinrich-Hertz-Turm, Hamburg-Rahlstedt (Höltigbaum), Lübeck–Berkenthin, Lübeck–Stockelsdorf                                       |
| 28    | 530            | freenet TV                                  | - ProSieben HD - Sat.1 HD (Hamburg/Schleswig-Holstein) - Kabel Eins HD - ProSieben Maxx HD - Sat.1 Gold HD - Sixx HD - Sport1 HD                                                                                                | 50       | ND                                     | H                                         | 64-QAM (32-k-Modus)    | 2/3 | 1/16             | 27,6             | Heinrich-Hertz-Turm, Hamburg-Rahlstedt (Höltigbaum), Lübeck–Berkenthin, Lübeck–Stockelsdorf                                       |
| 33    | 570            | Gemischter Multiplex von ZDF und freenet TV | - ZDF HD - 3sat HD - KiKa HD - ZDFneo HD - ZDFinfo HD - freenet TV connect (HbbTV-Dienst mit mehreren Streams) | 50       | ND                                     | H                                         | 64-QAM (16-k-Modus)    | 3/5 | 19/128           | 22               | Heinrich-Hertz-Turm, Hamburg-Rahlstedt (Höltigbaum), Lübeck–Berkenthin, Lübeck–Stockelsdorf                                       |
| 40    | 626            | ARD regional (NDR)                          | - NDR Fernsehen HD (Hamburg) | 10       | ND                                     | H                                         | QPSK (16-k-Modus)      | 1/2 | 19/128           | 6                | Heinrich-Hertz-Turm, Hamburg-Moorfleet                                                                                            |
| 41    | 634            | ARD regional (NDR)                          | - NDR Fernsehen HD (Schleswig-Holstein) - WDR Fernsehen (Köln) HD / NDR HD (Niedersachsen) (zeitw.) - SWR Fernsehen BW HD / NDR HD (MV)(zeitw.) - MDR Fernsehen (Sachsen-Anhalt) HD - BR Fernsehen Süd HD / NDR HD (HH)(zeitw.) | 50       | ND                                     | H                                         | 64-QAM (16-k-Modus)    | 1/2 | 19/128           | 18,2             | Heinrich-Hertz-Turm, Hamburg-Rahlstedt (Höltigbaum), Lübeck–Berkenthin, Lübeck–Stockelsdorf, Hamburg-Moorfleet, Wedel (Wittsmoor) |
| 45    | 666            | freenet TV                                  | - Welt HD - DMAX HD - Eurosport 1 HD - Disney Channel HD - Nickelodeon HD / CC +1 HD - VOXup HD - Bibel TV (FTA) - QVC (FTA) - QVC Zwei (FTA) - HSE (FTA) - 123tv (FTA) - Shop LC (FTA)                                         | 50       | ND                                     | H                                         | 64-QAM (32-k-Modus)    | 2/3 | 1/16             | 27,6             | Heinrich-Hertz-Turm, Hamburg-Rahlstedt (Höltigbaum), Lübeck–Berkenthin, Lübeck–Stockelsdorf                                       |

bis zum 30. Juni 2017 war folgender DVB-T-Nachlauf zu empfangen:
| Kanal | Frequenz (MHz) | Multiplex       | Programme im Multiplex                                                           | ERP (kW) | Sendediagramm rund (ND)/ gerichtet (D) | Polarisation horizontal (H)/ vertikal (V) | Modulations- verfahren | FEC | Guard- intervall | Bitrate (MBit/s) | SFN                                                                                         |
| ----- | -------------- | --------------- | -------------------------------------------------------------------------------- | -------- | -------------------------------------- | ----------------------------------------- | ---------------------- | --- | ---------------- | ---------------- | ------------------------------------------------------------------------------------------- |
| 54    | 738            | NDR (DVB-T alt) | - Das Erste - NDR Fernsehen (Schleswig-Holstein) - NDR Fernsehen (Hamburg) - ZDF | 50       | ND                                     | H                                         | 16-QAM (8-k-Modus)     | 2/3 | 1/4              | 13,27            | Heinrich-Hertz-Turm, Hamburg-Rahlstedt (Höltigbaum), Lübeck–Berkenthin, Lübeck–Stockelsdorf |

bis spätestens 1. November 2017 ist folgender DVB-T-Nachlauf zu empfangen:
| Kanal | Frequenz (MHz) | Multiplex                                         | Programme im Multiplex | ERP (kW) | Sendediagramm rund (ND)/ gerichtet (D) | Polarisation horizontal (H)/ vertikal (V) | Modulations- verfahren | FEC | Guard- intervall | Bitrate (MBit/s) | SFN                                                 |
| ----- | -------------- | ------------------------------------------------- | ---------------------- | -------- | -------------------------------------- | ----------------------------------------- | ---------------------- | --- | ---------------- | ---------------- | --------------------------------------------------- |
| 37    | 602            | MAHSH – regionaler privater Multiplex für Hamburg | - Hamburg 1            | 50       | ND                                     | H                                         | 16-QAM (8-k-Modus)     | 2/3 | 1/4              | 13,27            | Heinrich-Hertz-Turm, Hamburg-Rahlstedt (Höltigbaum) |

### Digitales Fernsehen (DVB-T)
Bis zum Wechsel auf DVB-T2 am 29. März 2017 liefen die DVB-T-Ausstrahlungen am Heinrich-Hertz-Turm von der Deutschen Funkturm im Gleichwellenbetrieb (Single Frequency Network) mit anderen Standorten.
Das ehemalige Angebot war:
| Kanal | Frequenz (MHz) | Multiplex                                     | Programme im Multiplex | ERP (kW) | Antennen- diagramm rundum (ND)/ gerichtet (D) | Polarisation horizontal (H) / vertikal (V) | Modulations- verfahren | FEC | Guard- intervall | Bitrate (MBit/s) | SFN mit                                                                             |
| ----- | -------------- | --------------------------------------------- | --- | -------- | --------------------------------------------- | ------------------------------------------ | ---------------------- | --- | ---------------- | ---------------- | ----------------------------------------------------------------------------------- |
| 23    | 490 (UHF)      | ZDFmobil                                      | - ZDF - 3sat - ZDFinfo - KiKA (06–21:00 Uhr)/ZDFneo (21-06:00 Uhr) | 50       | ND                                            | H                                          | 16-QAM (8-k-Modus)     | 2/3 | 1/4              | 13,27            | Hamburg-Rahlstedt (Höltigbaum), Lübeck–Berkenthin, Lübeck–Stockelsdorf, Rosengarten |
| 30    | 546 (UHF)      | ProSiebenSat.1 Media Hamburg/Schleswig-Holst. | - ProSieben (Hamburg/Schleswig-Holstein) - Sat.1 - Kabel Eins - N24 | 100      | ND                                            | H                                          | 16-QAM (8-k-Modus)     | 2/3 | 1/4              | 13,27            | Hamburg-Rahlstedt (Höltigbaum), Lübeck–Berkenthin, Lübeck–Stockelsdorf              |
| 33    | 570 (UHF)      | ARD Digital (NDR)                             | - Das Erste - Phoenix - Arte - tagesschau24 | 50       | ND                                            | H                                          | 16-QAM (8-k-Modus)     | 2/3 | 1/4              | 13,27            | Hamburg-Rahlstedt (Höltigbaum), Lübeck–Berkenthin, Lübeck–Stockelsdorf, Rosengarten |
| 36    | 594 (UHF)      | Gemischt privat Hamburg 2 (Media Broadcast)   | - Tele 5 - Disney Channel - QVC - ProSieben Maxx - Multithek (HbbTV-Dienst mit mehreren Streams)                                                                                   | 20       | ND                                            | H                                          | 16-QAM (8-k-Modus)     | 2/3 | 1/4              | 13,27            | Hamburg-Rahlstedt (Höltigbaum)                                                      |
| 40    | 626 (UHF)      | RTL Group Hamburg/Schleswig-Holst. 1)         | - RTL (Hamburg/Schleswig-Holstein) - RTL II - Super RTL - Vox | 100      | ND                                            | H                                          | 16-QAM (8-k-Modus)     | 2/3 | 1/4              | 13,27            | Hamburg-Rahlstedt (Höltigbaum), Lübeck–Berkenthin, Lübeck–Stockelsdorf              |
| 46    | 674 (UHF)      | Gemischt privat Hamburg 1 (Media Broadcast)   | - Hamburg 1 - Eurosport - Bibel TV - Sixx | 50       | ND                                            | H                                          | 16-QAM (8-k-Modus)     | 2/3 | 1/4              | 13,27            | Hamburg-Rahlstedt (Höltigbaum)                                                      |
| 54    | 738 (UHF)      | ARD regional (NDR) Hamburg                    | - NDR Fernsehen (Hamburg) - WDR Fernsehen (Köln) / NDR (Niedersachsen) (zeitw.) - MDR Fernsehen (Sachsen-Anhalt) / NDR (MV) (zeitw.) - BR (Schwaben/Altbayern) / NDR (SH) (zeitw.) | 50       | ND                                            | H                                          | 64-QAM                 | 1/2 | 1/8              | 16,59            | Hamburg-Moorfleet, Hamburg-Rahlstedt (Höltigbaum)                                   |

1) geplante Abschaltung zum 31. Dezember 2014

### Analoges Fernsehen (PAL)
Die Abstrahlung der analogen Fernsehsender wurde mit der Einführung von DVB-T eingestellt.
| Kanal | Frequenz (MHz) | Programm                           | ERP (kW) | Antennendiagramm rund (ND)/ gerichtet (D) | Polarisation horizontal (H)/ vertikal (V) |
| ----- | -------------- | ---------------------------------- | -------- | ----------------------------------------- | ----------------------------------------- |
| 30    | 543,25         | ZDF                                | 500      | ND                                        | H                                         |
| 34    | 575,25         | Hamburg 1                          | 10       | D                                         | H                                         |
| 40    | 623,25         | NDR Fernsehen (Hamburg)            | 500      | ND                                        | H                                         |
| 46    | 671,25         | RTL Television (Hamburg)           | 16       | ND                                        | H                                         |
| 48    | 687,25         | Sat.1 (Hamburg/Schleswig-Holstein) | 10       | D                                         | H                                         |